# Razdory
 (novembre 2015).
Si vous disposez d'ouvrages ou d'articles de référence ou si vous connaissez des sites web de qualité traitant du thème abordé ici, merci de compléter l'article en donnant les références utiles à sa vérifiabilité et en les liant à la section « Notes et références ».

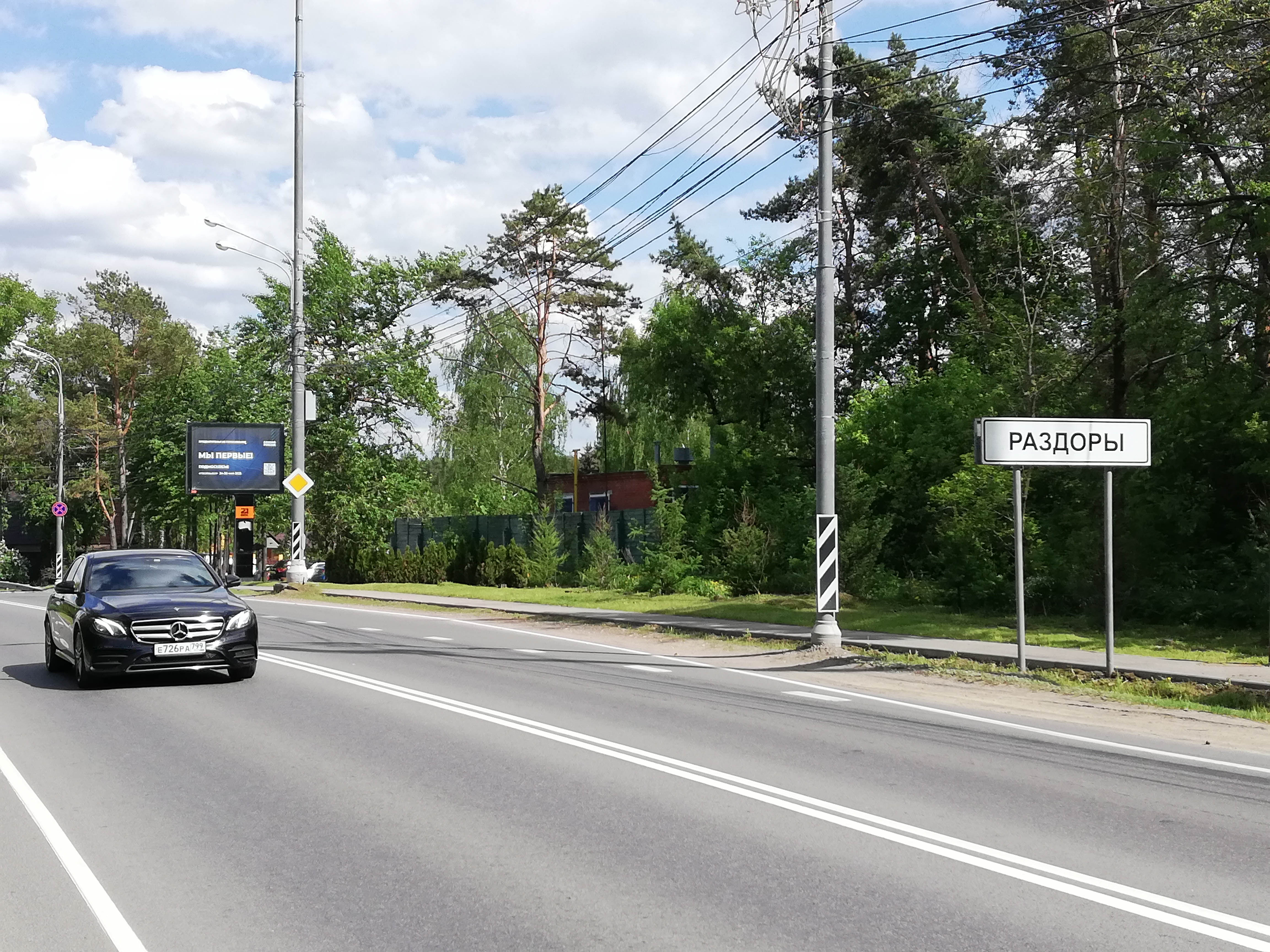

Razdory est un village de la banlieue moscovite situé dans l’oblast de Moscou.

## Histoire
Razdory a été fondé peu après la révolution d'octobre. Sous l'URSS le village a été le lieu de résidence de nombreux intellectuels et hommes politiques soviétiques.
Depuis 2005 la ville s'est beaucoup développée principalement avec l'arrivée d'hommes d’affaires et d'oligarques qui y ont construit de grandes villas (dont le palais blanc),.
La ville fait partie de la Roublevka (la banlieue chic de Moscou) avec les communes voisines de Joukovka et Barvikha. 27 02 2000 ici, en faisant de la motoneige, l'actrice Marina Levtova, la mère de l'actrice Daria Moroz, est morte dans des circonstances inexpliquées.

## Résidents
Plusieurs personnalités habitent ou ont habité dans une propriété à Razdory parmi lesquels : 
- Roman Abramovitch, propriétaire du Chelsea Football Club y résidait jusqu'en 2003 ;
- Vladimir Poutine, président de la fédération de Russie y possède une résidence.